# Prince of Persia
Prince of Persia – seria komputerowych gier zręcznościowych wyprodukowanych przez Brøderbund Software. Akcja gier koncentruje się wokół przygód tytułowego księcia i jest osadzona w średniowiecznej Persji.

## Lista gier serii
| Tytuł                                        | Producent             | Platformy | Pierwsze wydanie  |
| -------------------------------------------- | --------------------- | --- | ----------------- |
| Prince of Persia                             | Brøderbund Software   | Apple II, Apple Macintosh, Amiga, Atari ST, Master System, Mega CD, Game Boy, Game Boy Color, NES, PC, SNES, Sam Coupé, Amstrad CPC, ZX Spectrum, Game Gear, Mega Drive/Genesis | 1989              |
| Prince of Persia 2: The Shadow and the Flame | Brøderbund Software   | Apple Macintosh, PC, SNES | 1994              |
| Prince of Persia 3D                          | Red Orb Entertainment | PC, Dreamcast | 1999              |
| Prince of Persia: Piaski czasu               | Ubisoft               | PS2, PS3, GameCube, Xbox, PC, Game Boy Advance | 4 listopada 2003  |
| Prince of Persia: Dusza wojownika            | Ubisoft               | PS2, PS3, GameCube, Xbox, PC | 2 grudnia 2004    |
| Prince of Persia: Dwa trony                  | Ubisoft               | PS2, PS3, GameCube, Xbox, PC | 1 grudnia 2005    |
| Prince of Persia: Revelations                | Ubisoft               | PSP | 6 grudnia 2005    |
| Battles of Prince of Persia                  | Ubisoft               | Nintendo DS | 7 grudnia 2005    |
| Prince of Persia: Rival Swords               | Ubisoft               | PSP, Wii | 26 listopada 2006 |
| Prince of Persia: Classic                    | Ubisoft               | Xbox 360, PS3, Java | 13 czerwca 2007   |
| Prince of Persia: The Fallen King            | Ubisoft               | Nintendo DS | 2 grudnia 2008    |
| Prince of Persia                             | Ubisoft               | PC, PS3, Xbox 360 | 12 grudnia 2008   |
| Prince of Persia: Epilogue (DLC)             | Ubisoft               | PS3, Xbox 360 | marzec 2009       |
| Prince of Persia: Zapomniane piaski          | Ubisoft               | PC, PS3, Xbox 360, PSP | maj 2010          |
| Prince of Persia: Trilogy                    | Ubisoft               | PS3 | listopad 2010     |
| Prince of Persia: The Shadow and the Flame   | Ubisoft               | Android, iOS | 25 lipca 2013     |
| Prince of Persia: Zaginiona korona           | Ubisoft               | PC, Nintendo Switch, PS4, PS5, Xbox One, Xbox Series | 18 stycznia 2024  |

## Film
21 maja 2010 roku ukazał się film zatytułowany Książę Persji: Piaski czasu. Nie jest on ekranizacją pierwszej części gry, zaś nową historią, w której znajdą się znane wątki z serii. Reżyserem filmu jest Mike Newell, który wyreżyserował między innymi Harry’ego Pottera i Czarę Ognia oraz Cztery wesela i pogrzeb, natomiast za scenariusz odpowiedzialny jest Jeffrey Nachmanoff, znany m.in. z filmu Pojutrze. W rolę księcia wcielił się Jake Gyllenhaal, zaś rolę księżniczki Taminy powierzono aktorce Gemmie Arterton.